# Klaverbladvaren
De klaverbladvaren (Marsilea quadrifolia) is een varen uit de pilvarenfamilie (Marsileaceae). Het is een kleine water- of moerasplant die vooral in tijdelijke poelen te vinden is.
De varen komt voor in Azië en Midden- en Zuid-Europa en wordt sporadisch in Nederland waargenomen.

## Naamgeving enetymologie
- Duits: Kleefarn
- Engels: Four Leaf Clover, European waterclover
- Frans: Marsiléa à quatre feuilles

De botanische naam Marsilea is een eerbetoon aan Luigi Fernando Marsigli (1656-1730), een Italiaanse botanicus. De soortaanduiding quadrifolia is afkomstig van het Latijnse 'quattuor' (vier) en 'folium' (blad).

## Kenmerken

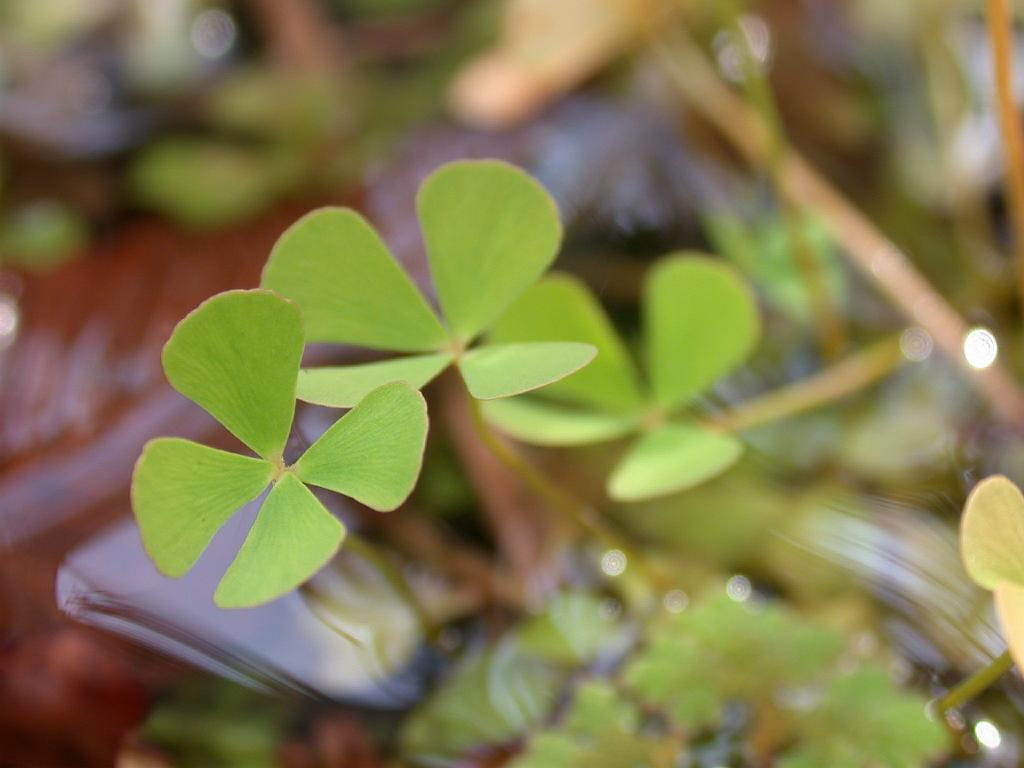
Detail blad

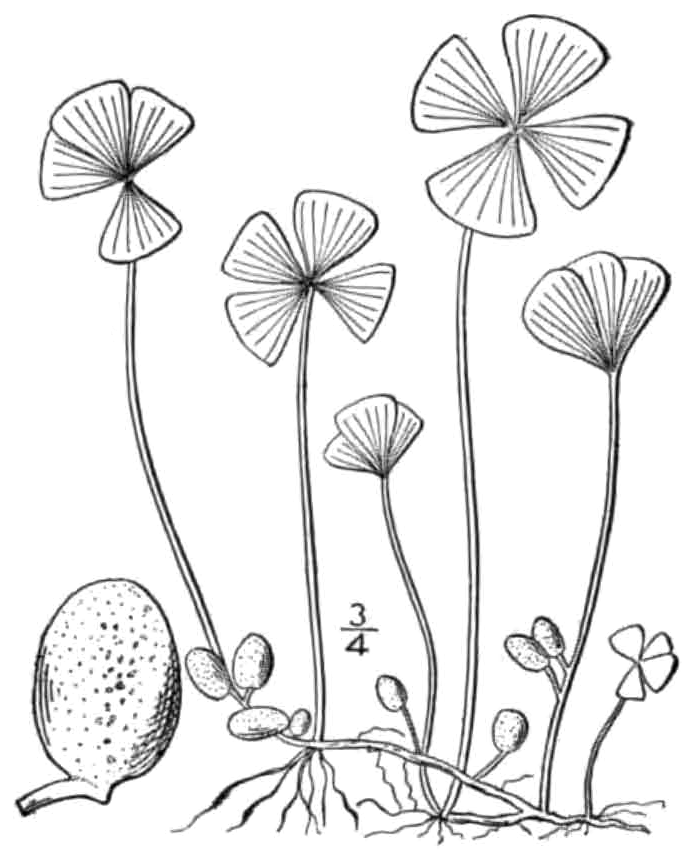
Plant met sporocarpen

De klaverbladvaren is een kleine aquatische varen met kruipende rizomen, die wortelt op de knopen en op de internodia. De dunne bladsteel is onbehaard en tot 17 cm lang en draagt een viertallig samengesteld blaadje, tot 2 cm lang en ongeveer even breed en eveneens onbehaard. In tegenstelling tot klaverblaadjes, heeft de klaverbladvaren echter twee tegenoverstaande bladparen. De blaadjes plooien zich bij nacht samen. De bladnerven zijn dichotoom vertakt maar dikwijls aan de tip met elkaar verbonden.
De onderwaterbladen, drijvende bladen en landbladen lijken sterk op elkaar, doch enkel de laatste vormen sporen. De sporenhoopjes zitten in ronde of boonvormige, tot 5 mm lange sporocarpen, met twee tot vier bij elkaar op korte, vertakte, rechtopstaande stelen die ontspringen aan de basis van de bladstelen.

## Habitat
De klaverbladvaren is een warmteminnende, aquatische of semiaquatische plant die vooral in voedselrijke, tijdelijke of permanent poelen en in de modderige oevers van meren en traagstromende rivieren groeit, waar hij minstens een deel van het jaar volledig onder water staat.

## Verspreiding en voorkomen
De klaverbladvaren komt voor in heel het Palearctisch gebied, van Midden- en Zuid-Europa tot in het westen van Siberië, in Afghanistan, Zuidwest-India, China en Japan. In Noord-Amerika is de plant sinds meer dan 100 jaar ingeburgerd en wordt daar plaatselijk als een exoot beschouwd.
De plant komt in Europa van nature voor ten zuiden van de lijn die loopt van de Loire-streek, de Elzas, de Boven-Rijn, de Tsjechische Republiek en Polen, maar wordt in de meeste landen als zeldzaam en bedreigd beschouwd.
In Nederland is de plant sinds 1999 meerdere malen waargenomen, zoals in de buurt van Venray. Mogelijk gaat het daar over ontsnapte of uitgezette vijverplanten.